# Крикет в Україні
Українська команда з крикету — є початківцем, яка представляє націю України на міжнародних змаганнях з крикету.  Вони офіційно не схвалюються Міжнародною радою з крикету і, отже, не мають права брати участь у офіційних заходах ICC, однак вони мають заяву до Європейської Ради з крикету , яка очікує на отримання статусу аффилированного партнера.

## Керівництво та турніри
KCC (Kyiv Cricket Club) та УКР (Українська Крикетова Рада) — головний крикетуючий орган України.  Протягом майже 19 років (з 2000 року) ККЦ / УКБ організовує крикет в Україні.  Календар крикету України наповнений діяльністю з трьома великими турнірами.  Перший — це ASMC (Amit Sisodia Memorial Cup), який є національним турніром і працює з 2006 року.  У 2012 році в турнірі взяли участь вісім команд.  ККЛ (Київська ліга крикету) зараз успішно працює протягом останніх 7 років і обмежується командами з Київської області (штат) з урахуванням 4 гравців з будь-якої точки України та 1 українського гравця в XI.  У 2012 році взяли участь 7 команд.  Останній турнір сезону — Ліга чемпіонів, яка включає півфіналістів двох попередніх турнірів.

## Стадіон
Більшість матчів за останні 10 років проводяться на стадіоні «Восход» (адреса вулиці Привокзальна, 12), яка по суті є футбольним полем, пристосованим для крикету.  Матчі крикету граються на матовій хвіртці.  Формат складається з Т-20 (Правила ICC).

## Фінанси
Ділові люди або експати з країн Південно-Східної Азії (в основному з Індії) фінансово підтримують ККЦ і УКБ для здійснення діяльності.

## Високоповажні відвідувачі ККЦ
У минулому деякі з великих послів гри, які відвідали KCC, — інженер Фаррох, Марван Атапатту, Джеван Мендіс і Гаян Вієкун.

## Команда закордонних гастролей відвідує ККЦ
У червні 2012 року (Manland Dads CC) стала першою зарубіжною командою, яка відвідала Київ.  Бі-Бі-Сі висвітлює подію і, будь-ласка, натисніть на посилання нижче, щоб прослухати висвітлення Бі-Бі-Сі на ККЦ та крикет в Україні . 

## Зарубіжні поїздки команди UCB / KCC
У червні 2016 року команда UCB взяла участь у MCL (Середземноморська ліга крикету), організованої в Спліт (Хорватія) і виграла турнір.
У вересні 2017 року команда UCB бере участь у 3-му випуску Європейської Ліги чемпіонів T20 Club, організованої Варшавським крикет-клубом.

## Представники офісу UCB / KCC
Крикет в Україні відбувається в основному через невпинне кохання і прихильності до гри, а головними офіцерськими носіями КСС є Раджеш Сінгх, Ананд Пракаш, Шайлеш Пурохіт.

## Майбутнє крикету в Україні серед українців
Головна площа KCC і UCB знаходиться на стадіоні «Восход», Київ, Україна.  KCC разом з Wayne Zschch з клубу крикету Kagarlyk має один майданчик у Kagarlyk, який має цементну калитку, покриту Astro turf.  План полягає в тому, щоб представити крикет в школах і допомогти дітям зрозуміти і зіграти в цю гру.

## Розклад крикету за сезон
ASMC (Меморіальний Кубок Аміт Сісодія) — 8 командних турнірів); KCL (Київська Ліга Крикету) — командний турнір від 6 до 8 років; Ліга чемпіонів — від 4 до 6 командного турніру.

## зовнішні посилання
- Українська асоціація крикету [Архівовано 5 лютого 2012 у Wayback Machine.]
- київський клуб крикету [Архівовано 6 січня 2008 у Wayback Machine.]